# Artillerieaufklärungsradar

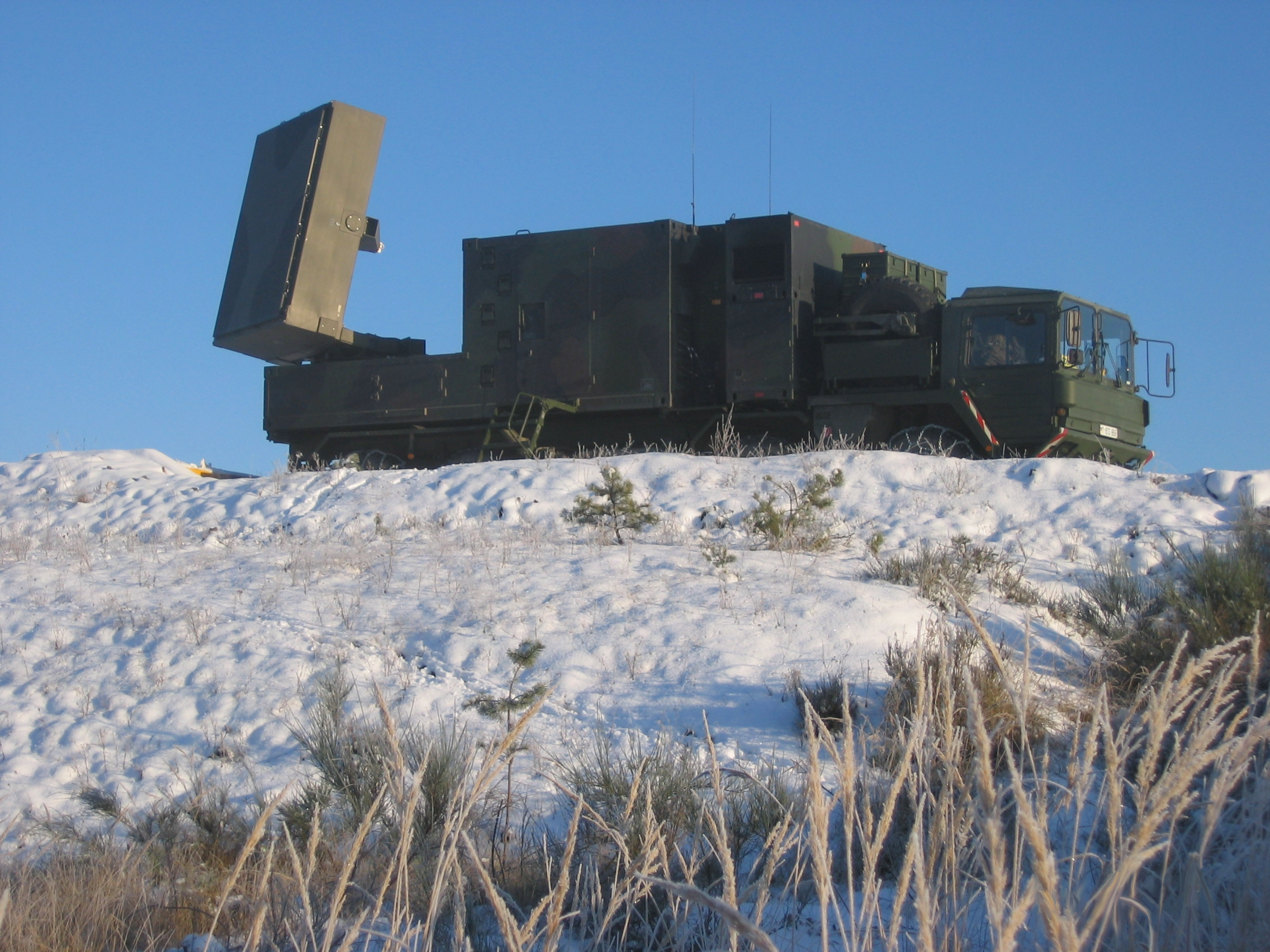
Deutsches Artillerieortungsradar COBRA auf MAN gl Fahrgestell (2005)

Funktionsprinzip eines Artillerieaufklärungs-Radargerätes

Ein Artillerieaufklärungsradar (auch Artillerieortungsradar oder Artillerieradar) ist ein Radargerät, das die ballistische Flugbahn von Geschossen erkennt und auswertet. Die gewonnenen Erkenntnisse dienen der Feuerkorrektur der eigenen Artillerie sowie der Ortung der feindlichen Artilleriestellungen.
Das Artillerieaufklärungsradar wird auf dem Gefechtsfeld genutzt, um wirkungsvolles Gegenfeuer der eigenen Artillerie zu ermöglichen. Das System beobachtet mehrmals pro Sekunde den Horizont über einem zugewiesenen Sektor, erfasst und begleitet die Geschosse und errechnet den Punkt, von dem aus die ballistischen Kurven beginnen (siehe Radar Tracking). Die ermittelten Koordinaten des Geschützes werden dem Bediener angezeigt. Gleichzeitig können das Einschlagsgebiet der feindlichen Granaten bestimmt und eigene Kräfte vorgewarnt werden.
Neben der Aufklärung gegnerischer Stellungen kann das Radar auch zur Feuerkorrektur des eigenen Artilleriefeuers genutzt werden.
Die deutsche Firma Telefunken baute um 1936 eines der ersten Artillerieradars unter dem Namen „Darmstadt“. Zuvor wurde und wird bis heute Schallmesstechnik zur Ortung feindlicher Geschütze genutzt.

## Technik
Die modernen Artillerieradarsysteme sind mobil auf LKW-Fahrgestellen montiert und können auf dem Luftweg verlegt werden. Als Antenne kommen phasengesteuerte Radarantennen zum Einsatz. Ein effizienter Einsatz setzt Kommunikation zwischen den militärischen Einheiten voraus. Die typische Reichweite liegt bei etwa 35 Kilometern. Üblicherweise können feindliche Artilleriestellungen auf bis zu 60 m genau eingemessen werden.

## Beispiele
- ARTHUR (Artillerieaufklärungsradar)
- Artillerieortungsradar COBRA
- Green Archer